# GLSL
GLSL (OpenGL Shading Language) — мова високого рівня для програмування шейдерів. Синтаксис мови базується на мові програмування ANSI C, однак, через його специфічну спрямованість, з нього були вилучені багато можливостей, для спрощення мови та підвищення продуктивності. У мову долучені додаткові функції і типи даних, наприклад для роботи з векторами і матрицями.
Основні переваги GLSL:
- Переносимість коду між платформами і операційними системами.

## Версії
Версії GLSL розвивались поруч з версіями OpenGL. Починаючи з OpenGL 3.3, версія GLSL збігається з версією OpenGL.
| Версія GLSL | Версія OpenGL | Дата          | Директива препроцесора |
| ----------- | ------------- | ------------- | ---------------------- |
| 1.10.59     | 2.0           | квітень 2004  | #version 110           |
| 1.20.8      | 2.1           | вересень 2006 | #version 120           |
| 1.30.10     | 3.0           | серпень 2008  | #version 130           |
| 1.40.08     | 3.1           | березень 2009 | #version 140           |
| 1.50.11     | 3.2           | серпень 2009  | #version 150           |
| 3.30.6      | 3.3           | лютий 2010    | #version 330           |
| 4.00.9      | 4.0           | березень 2010 | #version 400           |
| 4.10.6      | 4.1           | липень 2010   | #version 410           |
| 4.20.11     | 4.2           | серпень 2011  | #version 420           |
| 4.30.8      | 4.3           | серпень 2012  | #version 430           |
| 4.40        | 4.4           | липень 2013   | #version 440           |
| 4.50        | 4.5           | серпень 2014  | #version 450           |

## Зноски
1. ↑  GLSL Language Specification, Version 1.10.59 (PDF). Архів оригіналу (PDF) за 12 червня 2013. Процитовано 23 березня 2017.
2. ↑  GLSL Language Specification, Version 1.20.8 (PDF). Архів оригіналу (PDF) за 5 лютого 2012. Процитовано 19 липня 2013.
3. ↑  GLSL Language Specification, Version 1.30.10 (PDF). Архів оригіналу (PDF) за 12 червня 2013. Процитовано 23 березня 2017.
4. ↑  GLSL Language Specification, Version 1.40.08 (PDF). Архів оригіналу (PDF) за 12 червня 2013. Процитовано 23 березня 2017.
5. ↑  GLSL Language Specification, Version 1.50.11 (PDF). Архів оригіналу (PDF) за 29 квітня 2016. Процитовано 23 березня 2017.
6. ↑  GLSL Language Specification, Version 3.30.6 (PDF). Архів оригіналу (PDF) за 9 березня 2015. Процитовано 23 березня 2017.
7. ↑  GLSL Language Specification, Version 4.00.9 (PDF). Архів оригіналу (PDF) за 12 червня 2013. Процитовано 23 березня 2017.
8. ↑  GLSL Language Specification, Version 4.10.6 (PDF). Архів оригіналу (PDF) за 11 січня 2012. Процитовано 23 березня 2017.
9. ↑  GLSL Language Specification, Version 4.20.11 (PDF). Архів оригіналу (PDF) за 12 червня 2013. Процитовано 23 березня 2017.
10. ↑  GLSL Language Specification, Version 4.30.8 (PDF). Архів оригіналу (PDF) за 29 квітня 2016. Процитовано 23 березня 2017.
11. ↑  GLSL Language Specification, Version 4.40 (PDF). Архів оригіналу (PDF) за 2 червня 2016. Процитовано 23 березня 2017.
12. ↑  GLSL Language Specification, Version 4.50 (PDF). Архів оригіналу (PDF) за 2 червня 2016. Процитовано 23 березня 2017.

### Специфікації
- OpenGL Fragment Shader Specification
- OpenGL Vertex Shader Specification
- OpenGL Shader Objects Specification [Архівовано 21 жовтня 2009 у Wayback Machine.]
- OpenGL Geometry Shader Specification [Архівовано 20 червня 2010 у Wayback Machine.]